# Romainville
Romainville és un municipi francès, situat al departament de Sena Saint-Denis i a la regió de l'Illa de França. L'any 1999 tenia 23.779 habitants.
Forma part del cantó de Bagnolet i del districte de Bobigny. I des del 2016, de la divisió Est Ensemble de la Metròpoli del Gran París.